# NGC 2387
NGC 2387 é uma galáxia espiral (S) localizada na direcção da constelação de Auriga. Possui uma declinação de +36° 52' 47" e uma ascensão recta de 7 horas, 28 minutos e 57,9 segundos.
A galáxia NGC 2387 foi descoberta em 10 de Março de 1790 por William Herschel.